# Gen¹³
Gen¹³ è un gruppo di supereroi dei fumetti pubblicato dalla DC Comics sotto l'etichetta WildStorm.
Nato nel 1994 su Deathmate Black della Image Comics è poi passato sotto l'etichetta WildStorm (sempre per la Image), acquistata dalla DC Comics nel 1998; è stato pubblicato in Italia dalla Star Comics quando apparteneva alla Image ed in seguito dalla Magic Press, che detiene i diritti per la pubblicazione della Wildstorm in Italia. Le pubblicazioni in Italia sono tuttavia terminate sulle pagine di WildStorm nº11 nel maggio 2001 col numero 44 della serie.

## Trama
Anni fa, il Governo degli Stati Uniti sperimentò un particolare siero (il Fattore Gen) su alcuni uomini dell'esercito al fine di creare dei super-soldati. Il gruppo, noto come Team 7 acquisì sorprendenti capacità extrasensoriali o capacità fisiche al di là dei limiti umani. Ben presto tuttavia le Operazioni Internazionali (la sezione governativa addetta alla sperimentazione del siero) persero il controllo sul Team 7 (anche detti gen-attivi). Essi infatti non volendo più sottostare al governo e ai suoi intrighi come pedine prive di volontà cambiarono identità e fecero perdere le loro tracce.
Tuttavia essi erano ignari che i superpoteri in loro possesso fossero insiti nel loro DNA e, dunque trasmessi geneticamente alla prole. I loro figli, alcuni giovani appartenenti alla tredicesima generazione americana (da cui il titolo dell'opera), una volta scoperti i loro poteri, decisero di sfuggire nuovamente alle "premure" del Governo (intenzionato ad usarli per scopi bellici) e, guidati dall'ex direttore del team 7 John Lynch divengono un gruppo autonomo di supereroi.

## Personaggi

### Gen¹³
Il gruppo dei Gen¹³ è formato da ragazzi adolescenti degli anni novanta, scanzonati ed esuberanti, che devono far fronte oltre che ai problemi della loro età anche alla difficile convivenza con le loro abilità, che mettono sulle loro spalle il peso di tutto il mondo. I membri principali sono:
- Caitlin Fairchild: (semplicemente detta Fairchild) ragazza timida, goffa e secchiona che con l'attivazione del suo fattore Gen si ritrova trasformata in una gigantessa dal fisico statuario e dalla forza sovrumana. È il membro più intelligente della squadra ed il vero Leader. Lei e Freefall sono sorellastre.
- Percival Edmund Chang: (noto come Grunge) ragazzo atletico appassionato di surf e arti marziali (ha la cintura marrone in cinque stili diversi). Ha il potere di assorbire le caratteristiche dei materiali che tocca ed imitarle. Sebbene all'apparenza sembri tardo, ingenuo e stupido in realtà è un ragazzo parecchio sveglio e rappresenta l'anima del gruppo.
- Roxanne "Roxy" Spaulding: (nota come Freefall) la più giovane del gruppo. Accanita fumatrice e per natura ribelle il suo fattore Gen le ha donato il potere di manipolare la gravità propria o degli oggetti circostanti. Ha una cotta per Grunge ed è invidiosa del corpo di Fairchild. Tuttavia le due sono inseparabili e più avanti si scopriranno essere anche sorellastre da parte di padre.
- Sarah Rainmaker: (chiamata semplicemente Rainmaker, letteralmente "creatrice di pioggia") Giovane e sensuale pellerossa capace di manipolare i fenomeni atmosferici come fulmini e piogge. È una Apache dichiaratamente bisessuale. Figlia di Stephen Callahan si scopre essere sorellastra delle due letali nemesi del gruppo Threshold e Bliss.
- Robert "Bobby" Lane: (noto come Burnout) Figlio di John Lynch. È dotato del potere di generare e manipolare energia sotto forma di plasma, più avanti scoprirà di essere anche in grado di volare sfruttando appieno questa capacità. È infatuato di Rainmaker.
- John Lynch: (nome in codice Topkick) Ex direttore e leader del Team 7, padre di Bobby Lane e grande amico dei genitori dei Gen¹³. È con il suo aiuto che il Team 7 ha fatto disperdere le sue tracce ai governativi. Privo di un occhio a causa di un attacco mentale è dotato di una protesi oculare bionica e possiede impressionanti poteri telepatici e telecinetici, che tuttavia sono fuori dal suo controllo e dunque preferisce usare il meno possibile.
- Anna: È un androide armato come un mezzo bellico programmato per servire i Gen¹³ come una domestica ed amarli come figli. Viene distrutta alla fine del secondo volume da una bomba messa nella base del gruppo dalle Operazioni Internazionali.

### Gen14
A seguito di Worldstorm i membri di Gen¹³ per assistere i lavori di ricostruzione del pianeta e continuare a difenderlo si sono serviti dell'aiuto di una squadra di supporto di individui Gen-attivi denominata Gen14. I membri principali sono:
- Holly "Goo" Denton: (nota come Breakdown) ragazza vivace e intraprendente dotta del potere di scomporre la materia a livello molecolare, causando quindi uno scioglimento degli oggetti (in inglese Goo) cosa che le conferisce il soprannome da lei tanto odiato. Morirà per salvare la vita di Fairchild a riprova della stima e dell'ammirazione nutrita verso di lei.
- Amber LeRoux: (nota come Ditto) ragazzina timida, taciturna ed introversa dotata del potere di moltiplicarsi all'infinito generando una vasta quantità di copie di se stessa.
- Guillermo Sandoval: (noto come Runt) ragazzo immaturo di origine messicana; il suo potere gli conferisce la capacità di mutare la densità e la massa del suo corpo fino a divenire gigantesco o alto pochi millimetri.
- Lance Wieder: (noto come Hardbody) secondo in comando della squadra e capo a seguito della morte di Breakdown. Ragazzo maturo e deciso, possiede poteri simili a quelli di Fairchild ed una intelligenza di poco inferiore.
- Shaquira Johnson: (nota come Windsprint) spirito libero e testa calda del gruppo, è una ragazza di origini afroamericane dotata di una velocità pari a quella del suono e di una capacità di ripresa altrettanto rapida.

## Altri media
- Del fumetto esiste anche una versione animata in un film di 90 minuti prodotto nel 1999 e diretto da Kevin Altieri (già regista di molti episodi della pluri-premiata serie animata di Batman), distribuito in Italia nel 2001 per il mercato home video. In originale a dare la voce ai personaggi si riunirono attori quali Alicia Witt, John de Lancie, Flea, Elizabeth Daily, Mark Hamill, Lauren Lane e Cloris Leachman. Il film è disponibile sul web.
- Nel 1997 era inoltre in produzione un videogioco ispirato al fumetto: Gen¹³: The Video Game, il quale avrebbe dovuto essere commercializzato dalla Electronic Arts per PlayStation e PC. Il progetto fu accantonato ma ne è disponibile un'anteprima su The PlayStation Museum[1].